# Jan Kalabiška
Jan Kalabiška (Mělník, 22 dicembre 1986) è un calciatore ceco, attaccante del Trinity Zlín.

## Caratteristiche tecniche
È un'ala sinistra.

## Carriera
Ha giocato nella prima divisione ceca ed in quella slovacca.

## Palmarès

### Club

#### Competizioni nazionali
- Česka fotbalová liga: 1

Graffin Vlašim: 2008-2009